# Вал-Верде-Парк (Техас)
Вал-Верде-Парк (англ. Val Verde Park) — переписна місцевість (CDP) в США, в окрузі Вал-Верде штату Техас. Населення — 2332 особи (2020).

## Географія
Вал-Верде-Парк розташований за координатами 29°22′28″ пн. ш. 100°49′50″ зх. д. / 29.37444° пн. ш. 100.83056° зх. д. (29.374553, -100.830616).  За даними Бюро перепису населення США в 2010 році переписна місцевість мала площу 2,12 км², уся площа — суходіл.

## Демографія
Згідно з переписом 2010 року, у переписній місцевості мешкали 2384 особи в 668 домогосподарствах у складі 573 родин. Густота населення становила 1125 осіб/км².  Було 782 помешкання (369/км²).
Расовий склад населення:
| - 84,0 % — білих - 0,6 % — корінних американців - 0,5 % — чорних або афроамериканців - 0,1 % — азіатів - 13,3 % — осіб інших рас |

До двох чи більше рас належало 1,5 %. Частка іспаномовних становила 91,8 % від усіх жителів.
За віковим діапазоном населення розподілялося таким чином: 35,6 % — особи молодші 18 років, 55,8 % — особи у віці 18—64 років, 8,6 % — особи у віці 65 років та старші. Медіана віку мешканця становила 29,1 року. На 100 осіб жіночої статі у переписній місцевості припадало 96,2 чоловіків;  на 100 жінок у віці від 18 років та старших — 89,9 чоловіків також старших 18 років.
Середній дохід на одне домашнє господарство  становив 51 319 доларів США (медіана — 44 335), а середній дохід на одну сім'ю — 56 145 доларів (медіана — 53 520). Медіана доходів становила 46 344 долари для чоловіків та 24 350 доларів для жінок. За межею бідності перебувало 22,4 % осіб, у тому числі 28,0 % дітей у віці до 18 років та 38,6 % осіб у віці 65 років та старших.
Цивільне працевлаштоване населення становило 1099 осіб. Основні галузі зайнятості: освіта, охорона здоров'я та соціальна допомога — 24,4 %, фінанси, страхування та нерухомість — 14,3 %, публічна адміністрація — 11,1 %, сільське господарство, лісництво, риболовля — 8,9 %.